# Утёс Персе
Утёс Персе́ (фр. Rocher Percé, «продырявленный утёс») — каменистое горное образование, расположенное в заливе Святого Лаврентия, у оконечности полуострова Гаспе (Квебек, Канада). Национальная достопримечательность провинции Квебек.

## Краткие сведения
Утёс Персе представляет собой известняковое образование. Отложение этого известняка относят к девонскому периоду, он состоит из окаменевших раковин брахиопод и остракод, панцирей трилобитов и других морских животных. Длина утёса — 433 м, ширина — 90 м, максимальная высота — 88 м. Утёс получил своё имя из-за естественной арки в 15 м высотой, расположенной со стороны моря.
Утёс Персе является частью Национального парка «Остров Бонавантюр и Утёс Персе». Охраняется государством.
Когда-то в известняковой стене было две арки, но вторая, меньшая по размеру, обрушилась 17 июня 1845 года. Во время отлива к утёсу можно приблизиться сухим путём, чем пользуются многочисленные туристы.
Первым из европейцев утёс Персе открыл и описал французский путешественник Жак Картье.
Часть утёса, отделённая разломом от основного массива носит особое название — Обелиск (фр. L`Obélisque). Видимо, из-за того, что Обелиск наверху заканчивается странным сколом, похожим на ястребиный коготь, сложилась легенда.

## Легенда утёса Персе
Капитан Дюваль был пиратом, правда, не столь известным как Морган или Чёрная Борода, но его имя навсегда оказалось связанным с Утёсом Персе.
По легенде, когда английские военные корабли прижали шлюп Дюваля к полуострову Гаспе, капитан, как было принято в то время, готовясь к бегству, решил как можно надёжнее схоронить награбленные сокровища.
Якобы, проводник-индеец показал ему тайную тропку, ведущую на вершину Утёса Персе, откуда один из пиратов принялся обстреливать вершину Обелиска мушкетными пулями с привязанным к ним тонким линем. После множества неудачных попыток, пиратам удалось закрепить конец верёвки на зазубренном гребне Обелиска, и далее один из матросов перебрался туда и сумел втянуть за собой полные золота сундуки. Для того, чтобы обезопасить сокровища от любителей лёгкой наживы, на вершине Обелиска была взорвана бочка с порохом, — легенда гласит, что именно этот взрыв создал когтеобразный обрыв, нависающий над морем.
Конечно же, никаких документов ни подтверждающих, ни опровергающих легенду не существует, однако, в начале XIX века некий толстосум по фамилии Кингсли нанял команду геологов, от которых требовалось подтвердить или опровергнуть легенду о происхождении когтеобразного выступа.
Заключение специалистов, было очень осторожным. После месяца, проведённого в Гаспе, анализов горных пород и многочисленных расчётов, они ответили, что нельзя полностью отвергать возможность, что когтеобразный скол явился результатом взрыва, произведённого на вершине. В самом деле, природный катаклизм, скорее, разломил бы утёс до самого основания.
Этот более чем осторожный вывод, впрочем, послужил началом кампании кладоискательства на утёсе, которая продолжается и поныне, хотя правительство Квебека под угрозой большого денежного штрафа запрещает любые изыскания на утёсе Персе.
Причина тому весьма прозаична — во время прилива острые подводные камни грозят гибелью смельчаку, желающему приблизиться к Обелиску водным путём, единственная доступная для подъёма сторона заканчивается наверху тем самым выступом, стоившим жизни уже не одному десятку смельчаков. Попытки добраться до вершины с помощью вертолёта так же обречены из-за постоянных ураганной силы ветров, дующих со стороны моря.
Несмотря на непрекращающиеся попытки добраться (вопреки запрету властей) на вершину Утёса, ни подтверждения, ни окончательного опровержения легенда ещё не получила.

## Галерея

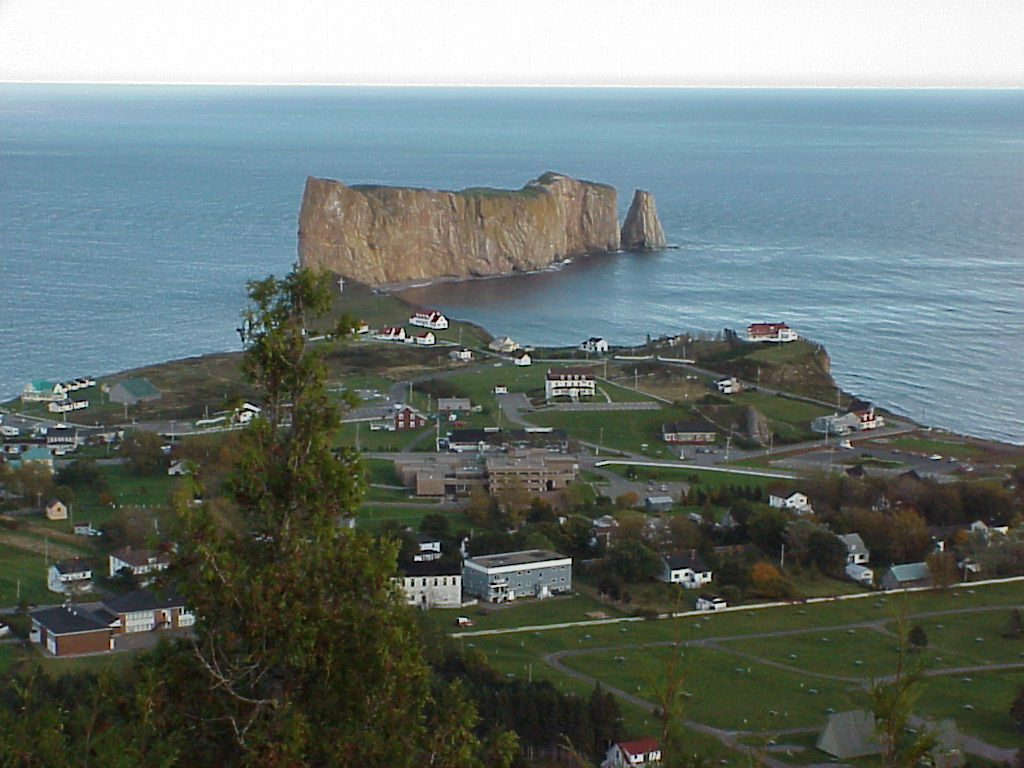
Деревня Персе и утёс, фото сделано с близлежащей горы Мон-Сент-Анн.
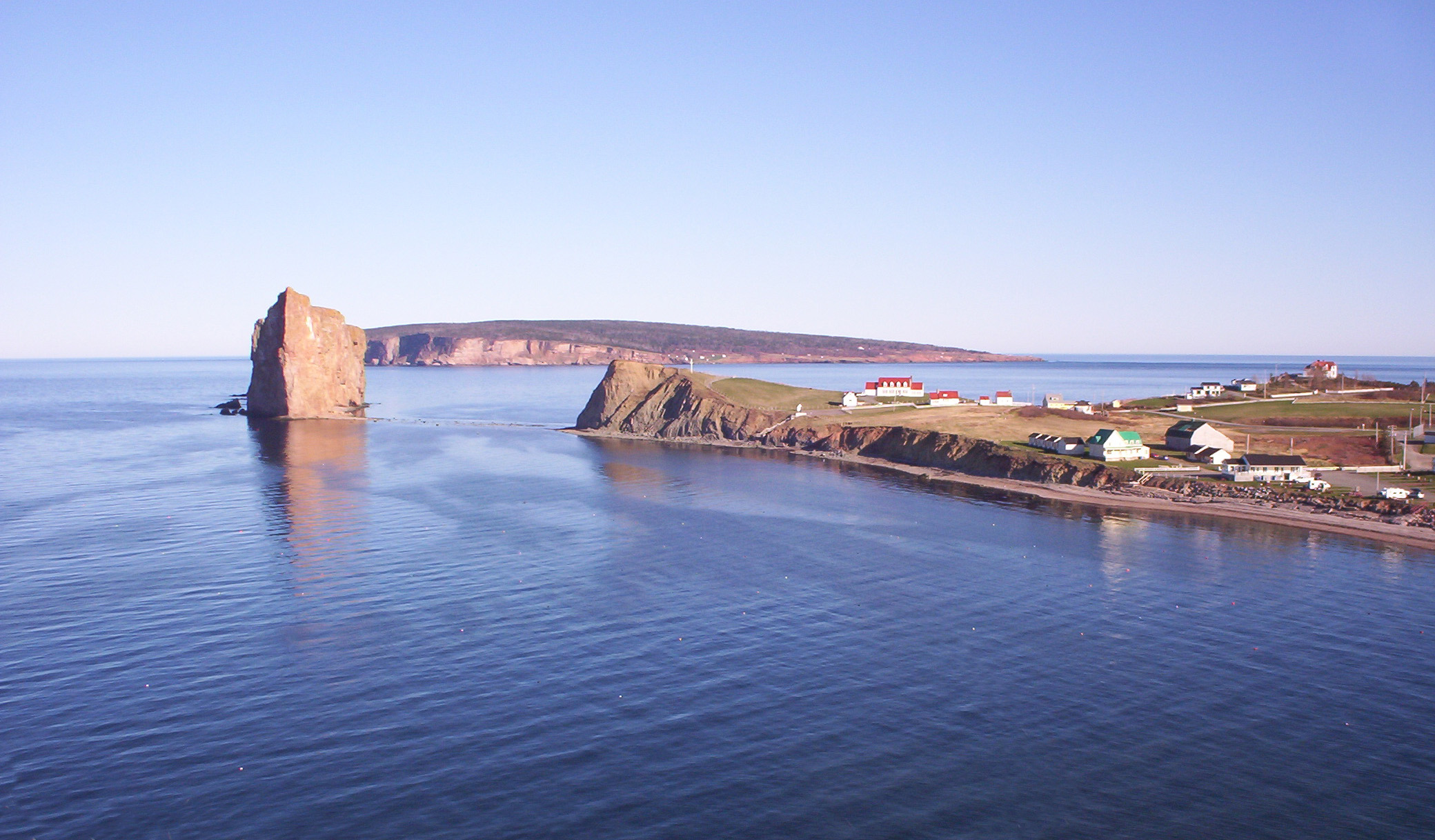
Деревня Персе (справа), утёс Персе (слева), остров Бонавантюр (вдали).
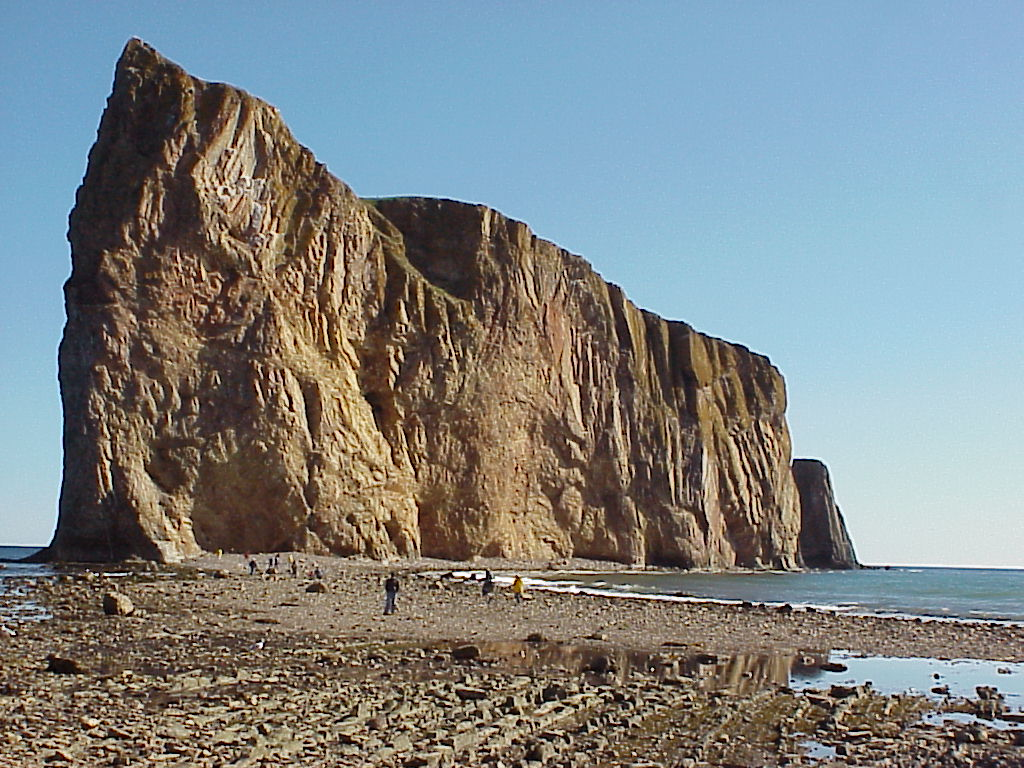
Утёс Персе во время отлива.
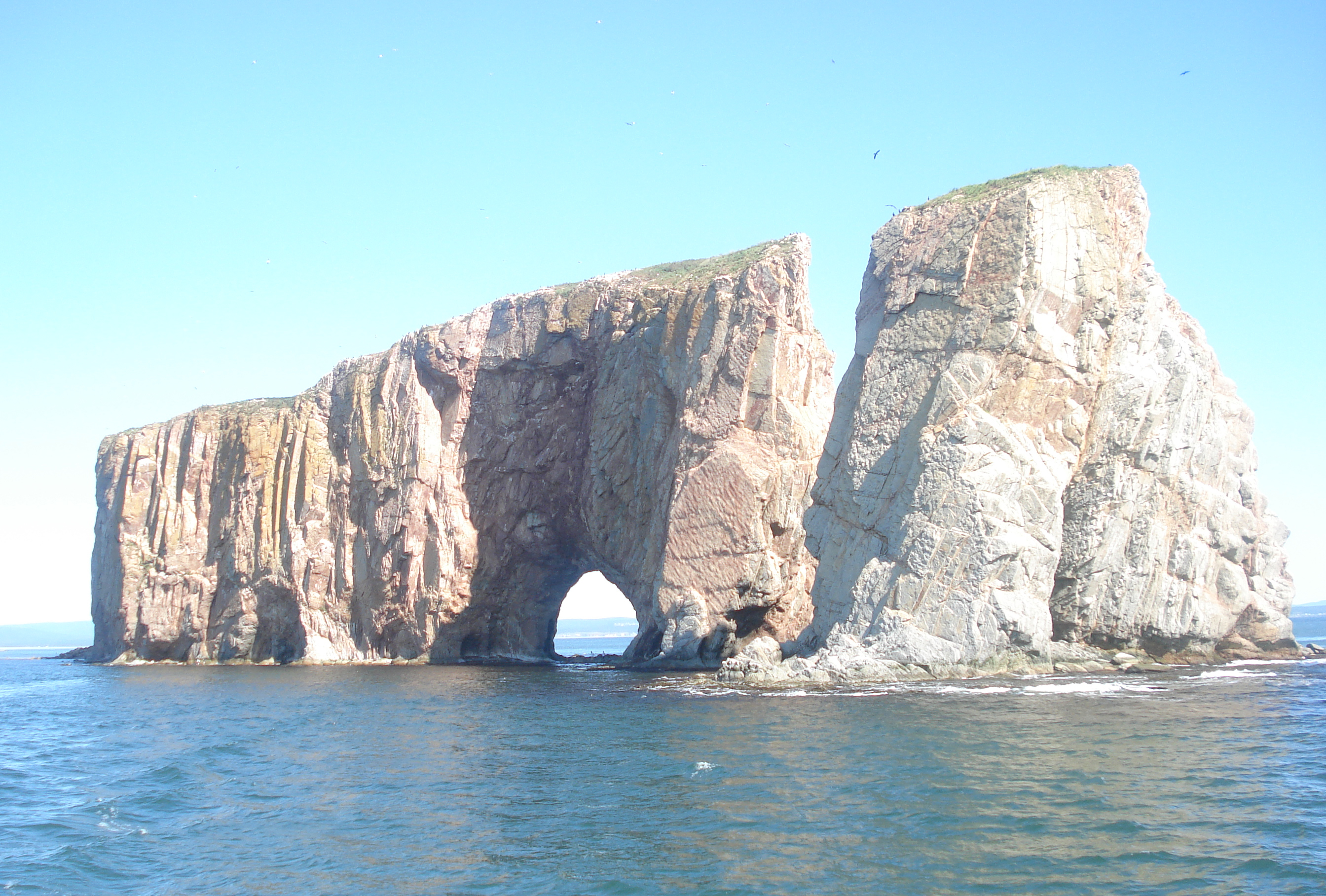
Утёс Персе. Вид со стороны моря